# Joey van Casand
Joey van Casand (28 mei 2003) is een Nederlands voetballer die als verdediger voor FC Eindhoven speelt.

## Carrière
Joey van Casand speelde in de jeugd van RKVV Brabantia, PSV en FC Eindhoven. Hij debuteerde in het betaald voetbal voor Eindhoven op 12 mei 2021, in de met 2-2 gelijkgespeelde thuiswedstrijd tegen Jong FC Utrecht. Hij begon in de basis en werd in de 74e minuut vervangen door Miano van den Bos.

### Statistieken
| Seizoen                   | Club           | Land           | Competitie     | Competitie | Competitie | Beker | Beker | Totaal | Totaal |
| Seizoen                   | Club           | Land           | Competitie     | Wed.       | Dlp.       | Wed.  | Dlp.  | Wed.   | Dlp.   |
| ------------------------- | -------------- | -------------- | -------------- | ---------- | ---------- | ----- | ----- | ------ | ------ |
| 2020/21                   | FC Eindhoven   | Nederland      | Eerste divisie | 1          | 0          | 0     | 0     | 1      | 0      |
| Carrièretotaal            | Carrièretotaal | Carrièretotaal | Carrièretotaal | 1          | 0          | 0     | 0     | 1      | 0      |
| Bijgewerkt op 30 mei 2021 |                |                |                |            |            |       |       |        |        |